# Cassa di espansione del fiume Panaro
La cassa di espansione del fiume Panaro è un'opera idraulica di regimentazione delle acque, situata principalmente sulla riva destra del fiume Panaro, ad est della città di Modena, ossia tra il casello di Modena sud sull'Autostrada del Sole e la via Emilia in località Sant'Anna nel comune di San Cesario sul Panaro. Il sito comprende diversi specchi d'acqua originati da attività estrattive, ancora in corso, colonizzati da numerose specie animali e vegetali. La superficie e la profondità degli specchi d'acqua variano in funzione del regime fluviale. Vi sono anche limitate superfici agricole con coltivazioni cerealicole estensive e frutteti. Il sito è totalmente compreso nella più ampia Oasi di protezione della fauna "Cassa di espansione del Panaro".

## Storia
La pianura modenese è nota per le disastrose alluvioni provocate dai fiumi Secchia e Panaro, che in epoca tardoantica-altomedievale (V-VI d.C.) portarono al progressivo seppellimento dell'antica città di Mutina sotto uno strato di fango con uno spessore compreso fra 3 e 9 metri.
Nel XX secolo si registrarono le grandi alluvioni negli anni 1940, 1966, 1969 e 1972. Nel 1973 si verificarono 5 rotte arginali con tracimazioni estese per ben 8,35 km, che portarono all'allagamento di estese porzioni della pianura retrostante, tra cui i centri abitati di Bastiglia e Bomporto e il quartiere di Modena Est; fu altresì stimata la massima portata al colmo in prossimità della via Emilia, con valore di circa 1400 m³ al secondo a Spilamberto. Nel corso della storia, gli argini del fiume Panaro furono progressivamente rialzati e ringrossati, fino a diventare delle vere e proprie dighe in terra pensili sul piano di campagna, di altezza massima anche di 10 metri.
Nel 1974 il Genio civile di Modena presentò al Magistrato per il Po il progetto per la realizzazione della cassa di espansione a monte del ponte di Sant'Ambrgio (nei comuni di Modena e San Cesario sul Panaro), nel luogo in cui a partire dagli anni 1950 vi era una grande area estrattiva di ghiaia utilizzata per la costruzione dell'Autostrada del Sole. Nel 1975 il progetto venne approvato dal Magistrato per il Po, che stanziò un finanziamento di 3,6 miliardi di lire. Dopo l'aggiudicazione dell'appalto all'azienda CIFA spa di Rovigo, si dovette attendere fino al 1981 per l'avviamento del cantiere; già nel 1982 si studiò una variante per l'adeguamento a maggiori portate d'acqua, con un costo preventivato di 30 miliardi di lire per alzare la diga e gli argini, oltre alla realizzazione di una cassa d'espansione secondaria del costo di 3,2 miliardi di lire. Il cantiere ripartì nel 1985, proseguendo per circa 10 anni. Nel dicembre 1995 furono raccolte 9.000 firme per sollecitare la conclusione dell'opera: a tal scopo, il sindaco di Modena Giuliano Barbolini ed il senatore Luciano Guerzoni si recarono a Roma per sollecitare l'allora ministro dell'ambiente e dei lavoi pubblici Paolo Baratta. Pur non avendo realizzato il collaudo dell'opera, il 27 novembre 1999 si tenne la cerimonia ufficiale d'inaugurazione. Nel 2012 furono installate le cinque paratoie mobili del manufatto della diga.
Nonostante il completamento dell'opera, il collaudo con le prove d'invaso viene annunciato dall'AIPO solo nell'estate 2020 e programmato per la primavera 2021.

## Caratteristiche tecniche
La cassa di espansione del fiume Panaro si sviluppa per 300 ettari con una capacità di 25 milioni di m³ d'acqua ed è situata in località Sant'Anna nel comune di San Cesario sul Panaro. L'opera idraulica è costituita da un manufatto principale in calcestruzzo che funge da sbarramento del corso d'acqua, un corpo di arginature maestre che sottende un invaso in linea ed uno sfioratore laterale interno all'invaso in linea che regola il deflusso verso un invaso sussidiario fuori linea. L'invaso fuori linea è interno alle arginature maestre dell'invaso in linea, ma risulta protetto da un argine interno secondario sormontabile.
Il manufatto regolatore principale è dotato di 5 scarichi di fondo principali munite di paratoie regolabili e 4 scarichi di fondo laterali di servizio. Tale manufatto è sormontabile e presenta una quota di sfioro tale da non provocare la crisi dell'opera per gli eventi di piena rari. L'invaso sussidiario fuori linea è stato ideato per attivarsi poco prima che si raggiunga la quota di sfioro del manufatto regolatore principale in modo da incrementare il volume di laminazione della cassa di espansione.
L'asta fluviale a valle della cassa di espansione è sottesa da un corpo arginale continuo in destra e sinistra idraulica che accompagnano il corso d’acqua lungo tutto il suo sviluppo di circa 68 km fino alla confluenza con il fiume Po. Lungo il corso fluviale, il fiume Panaro riceve in sinistra idraulica le acque di due affluenti: il torrente Tiepido in località Fossalta ed il Naviglio a Bomporto.

## Aspetti naturalistici
Il sito presenta sei habitat di interesse comunitario facenti parte della rete Natura 2000, che coprono il 28% della superficie del sito con ambienti acquatici di diversa natura, con prevalenza di foreste di salice bianco e pioppo bianco anche con qualche ontano e di melme con chenopodieti e paspaleti, e con acque mesomorfe con vegetazione bentica di Chara oppure ad elevato contenuto trofico e vegetazione galleggiante, non senza canneti perimetrali.
L'avifauna di interesse comunitario comprende almeno 13 specie prevalentemente presenti durante le fasi di dispersione post-riproduttiva, migrazioni (nitticora, garzetta, tarabusino, cavaliere d'Italia, mignattino, sterna comune, falco pescatore) e svernamento (falco di palude, airone bianco maggiore) che frequentano l'area per la sosta e l’alimentazione. Tra le specie nidificanti, oltre a martin pescatore e averla piccola, sono presenti tarabuso e bigia padovana: quest'ultima specie è attualmente presente sul territorio regionale con poche decine di coppie.
Tra i rettili è segnalata la testuggine palustre, specie di interesse comunitario. Degne di nota per l'abbondanza delle loro popolazioni sono anche biacco, natrice tassellata, orbettino italiano, ramarro e lucertola muraiola. Tra gli anfibi, sono presenti il tritone crestato (specie di interesse comunitario), raganella, rospo smeraldino e rospo comune.
La fauna ittica annovera 4 specie di interesse comunitario (barbo, cobite, lasca e vairone), oltre al ghiozzo padano.